# Furtwangen im Schwarzwald

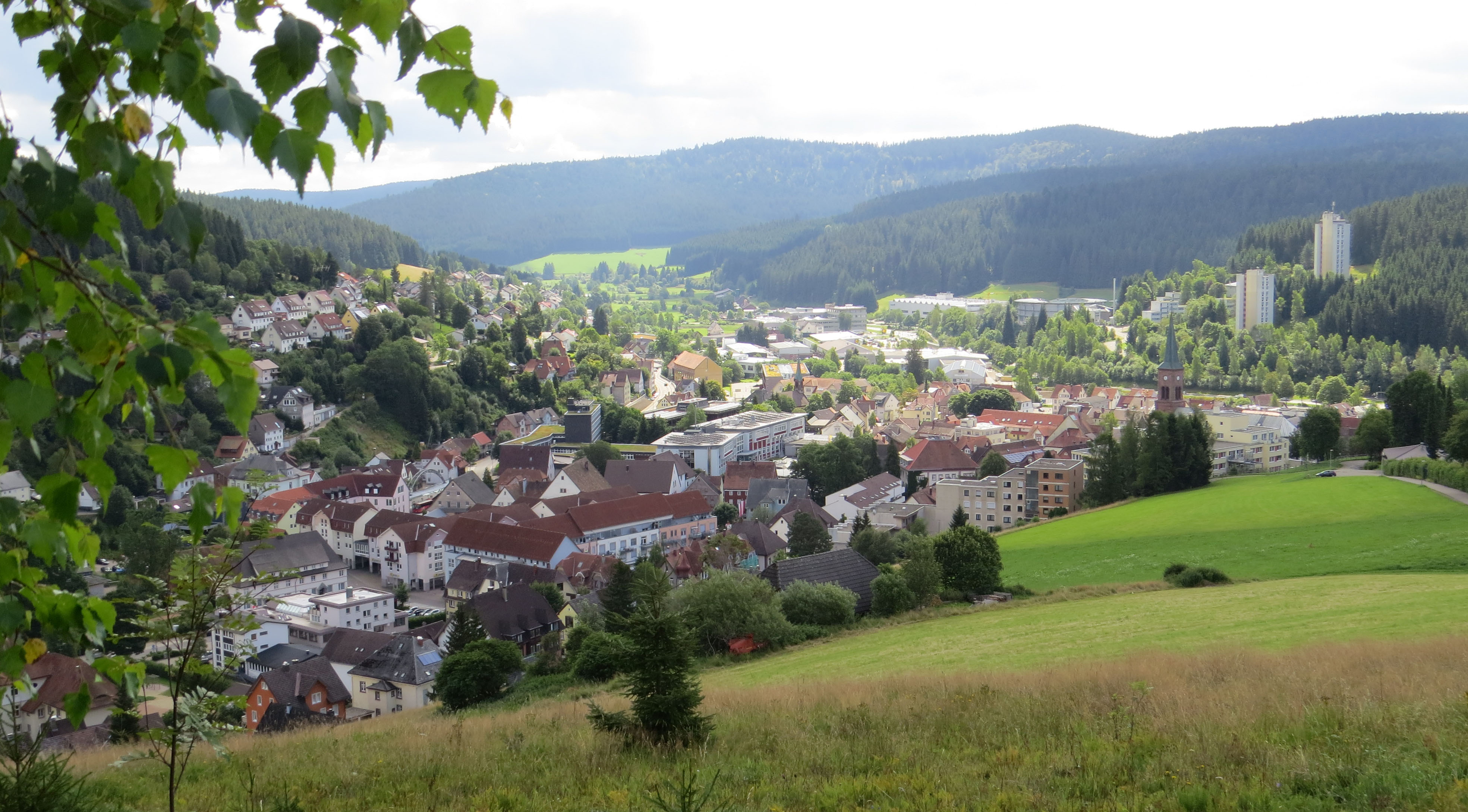
Furtwangen von Norden

Furtwangen im Schwarzwald ist eine Stadt im Schwarzwald-Baar-Kreis in Baden-Württemberg. Prägend für die kleine Stadt sind die dort ansässigen Unternehmen, die Hochschule Furtwangen und aus historischer Sicht die Uhrenindustrie.

## Geographie

### Lage

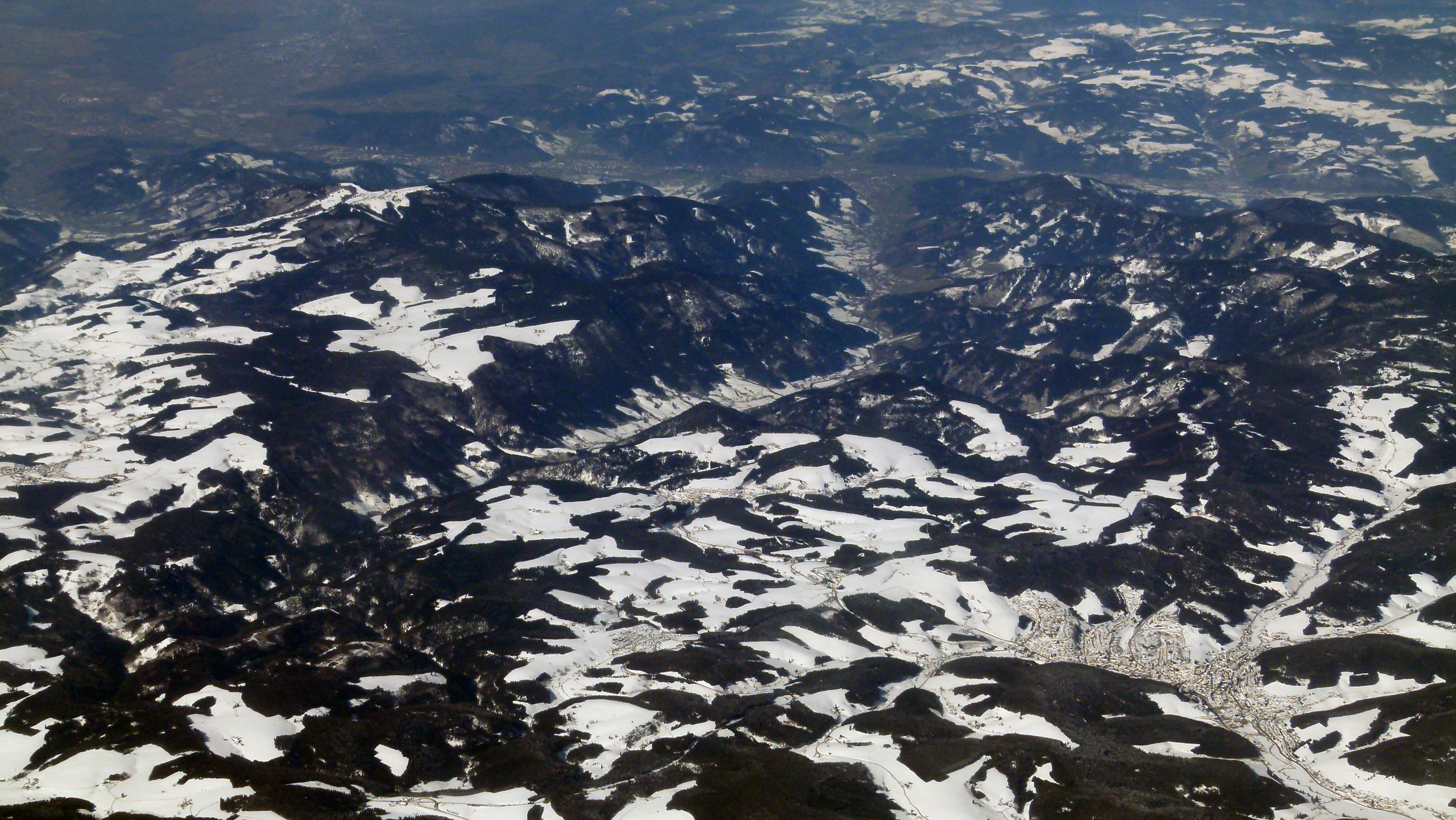
Furtwangen (rechts unten) und der Kandel

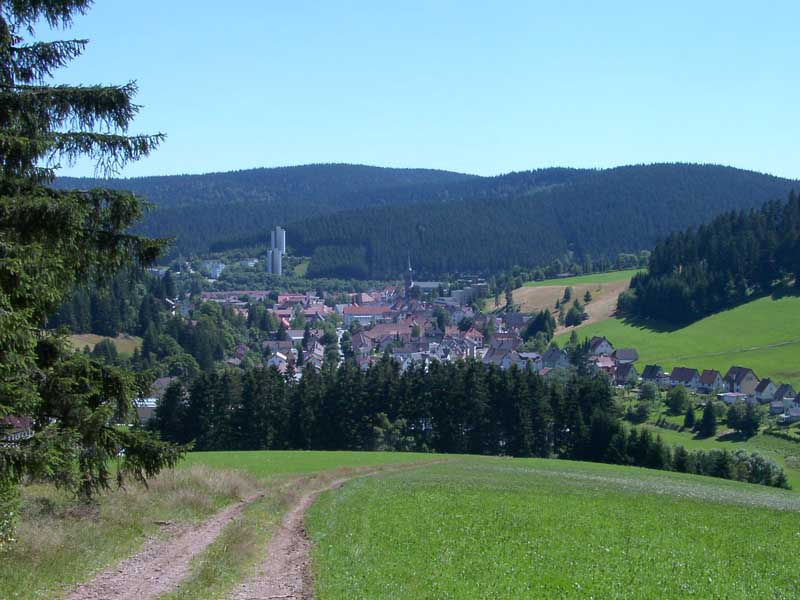
Furtwangen vom Meisterberg aus aufgenommen

Furtwangen liegt im Naturpark Südschwarzwald im Naturraum Südöstlicher Schwarzwald, rund 25 Kilometer westlich der Kreisstadt Villingen-Schwenningen und rund 27 Kilometer nordöstlich von Freiburg.
Die Stadt liegt zwischen 850 und 1150 m ü. NN und bezeichnet sich als „höchstgelegene Stadt Baden-Württembergs“. Die Stadt Meßstetten auf der Schwäbischen Alb, welche zwischen 737 und 989 m ü. NN liegt, ist – gemessen an den Höhenlagen der jeweiligen Pfarrkirchen – höher als Furtwangen gelegen. Meßstetten beansprucht jedoch nur „eine der höchstgelegenen Städte der Bundesrepublik Deutschland“ zu sein. Der Brend ist mit 1149 m ü. NN höchste Erhebung in Furtwangen und liegt nordwestlich der Stadt. Die Stadt liegt landschaftlich reizvoll in einer Kreuzung von drei Tälern und ist von dicht bewaldeten Bergen umgeben.
Auf dem Schwarzwald-Höhenrücken durch Furtwangen verläuft die Europäische Hauptwasserscheide. Der Ortsteil Neukirch entwässert Richtung Rhein und Nordsee, das Stadtgebiet und die übrigen Ortsteile entwässern Richtung Donau und Schwarzem Meer.
Am Rande von Furtwangen entspringt die Breg, sie ist der längste Quellfluss der Donau und fließt in Donaueschingen mit der Brigach zusammen. Deshalb beansprucht Furtwangen im „Donauquellenstreit“ den Donauursprung für sich, eine Quelle der Donau gibt es nicht (auch wenn die „Donauquelle“ im Schlosspark Donaueschingen so genannt wird). Nach Genehmigung des Innenministeriums dürfen beide Städte seit 1. Januar 2022 die Zusatzbezeichnung „Donauquellstadt“ tragen.
Der „staatlich anerkannte Luftkurort“ (das Siegel gilt eigentlich nur für den Teilort Neukirch) ist industriell geprägt, spielt aber auch als Wander- und Wintersportgebiet für Touristen eine Rolle. Von großer Bedeutung ist auch die Hochschule Furtwangen University mit 5046 Studierenden, davon 2800 am Standort Furtwangen (Stand April 2022).

### Gemeindegliederung
Die Gemeinde Furtwangen umfasst neben der Stadt selbst noch vier weitere Ortsteile und 151 weitere Dörfer, Weiler, Zinken, Höfe und Häuser.
| Ortsteil    | Eingemeindung   | Einwohner | Ref.  |
| ----------- | --------------- | --------- | ----- |
| Linach      | 1. Oktober 1972 | 115       |       |
| Neukirch    | 1. Juli 1971    | 1.806     |       |
| Rohrbach    | 1. Oktober 1973 | 448       | [ 6 ] |
| Schönenbach | 1. Juli 1971    | 998       |       |

### Nachbargemeinden
Furtwangen grenzt im Norden an Schönwald im Schwarzwald und Triberg, im Osten an St. Georgen im Schwarzwald und Vöhrenbach (alle Schwarzwald-Baar-Kreis), im Süden an St. Märgen und Titisee-Neustadt (beide Landkreis Breisgau-Hochschwarzwald) und im Westen an Gütenbach (Schwarzwald-Baar-Kreis) und Simonswald (Landkreis Emmendingen).

### Klima

Niederschlagsdiagramm
Die Stadt nach Schneefall

Mit jährlich rund 1870 Litern Niederschlag pro Quadratmeter (Mittel 1979 bis 2006) gehört Furtwangen zu den regen- und schneereichsten Orten Deutschlands. Andererseits liegt die Stadt mit einer jährlichen Sonneneinstrahlung von 1110 Kilowattstunden pro Quadratmeter in einer der sonnigsten Regionen des Landes. Die Mitteltemperatur beträgt 5,7 Grad Celsius. Seit Anfang 1979 werden die Daten von einer privaten Wetterstation aufgezeichnet, die auf dem Kussenhof in 956 Metern über dem Meeresspiegel eingerichtet worden war.

### Schutzgebiete
In Furtwangen liegen die Naturschutzgebiete Briglirain und Günterfelsen und Umgebung sowie das Natur- und Landschaftsschutzgebiet Rohrhardsberg-Obere Elz. Darüber hinaus hat Furtwangen Anteil am Landschaftsschutzgebiet Simonswälder Tal.
Zudem hat die Gemeinde Anteil an den FFH-Gebieten Schönwälder Hochflächen und Rohrhardsberg, Obere Elz und Wilde Gutach sowie am Vogelschutzgebiet Mittlerer Schwarzwald. Furtwangen liegt im Naturpark Südschwarzwald.

## Geschichte

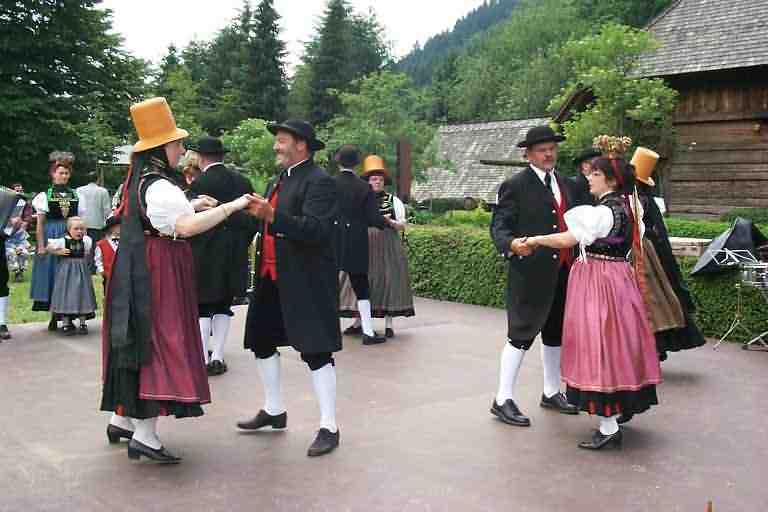
Furtwanger Tracht

### Bis zum 18. Jahrhundert
Die erste Erwähnung findet sich in einer Bulle von Papst Alexander III. im Jahr 1179. Hier wird dem Kloster St. Georgen der Besitz der Gemeinde Furtwangen samt Kirche bestätigt. Der Ort muss (wegen der eigenen Kirche) schon damals eine beachtliche Größe gehabt haben, ist aber trotzdem wohl erst wenige Jahre zuvor gegründet worden.

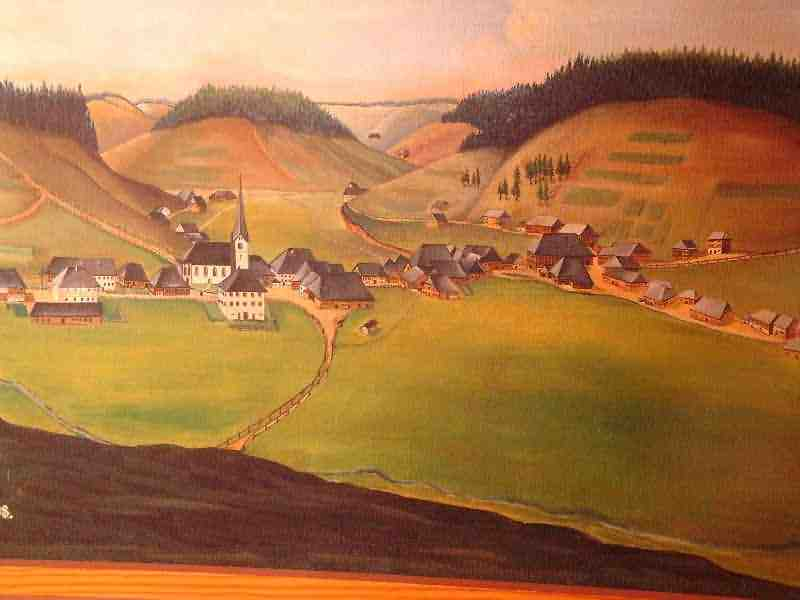
Furtwangen im Jahr 1808

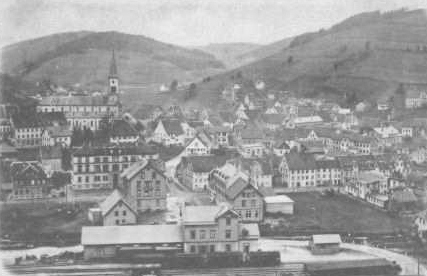
Furtwangen um 1900 in gleicher Blickrichtung

Die wirtschaftliche Bedeutung Furtwangens nahm zu. Regelmäßig wurden in Furtwangen mindestens seit Anfang des 17. Jahrhunderts – sehr zum Ärger der Nachbarstädte – auch Märkte abgehalten. Erst Kaiserin Maria Theresia gab zu der Zeit, als Furtwangen zu Vorderösterreich gehörte, im Jahre 1761 dem Ort ein offizielles Marktrecht.
Die geschichtliche Entwicklung unterscheidet sich in vielen Punkten (z. B. Herrschafts- und Eigentumsverhältnisse) deutlich von der Geschichte von Furtwangen selbst.

### 19. Jahrhundert
Das Stadtrecht erhielt Furtwangen erst im Jahr 1873. Frühere Versuche, das Stadtrecht zu erhalten, scheiterten daran, dass Furtwangen damals kein Rathaus besaß.
Nach einer Brandserie im Jahr 1857, darunter einem besonders verheerenden Feuer, gründeten Bürger der Stadt im August desselben Jahres die Freiwillige Feuerwehr Furtwangen (Pompier Corps) nach Villinger Vorbild.
1889 wurde die Badische Uhrenfabrik AG (Baduf) gegründet und bestand bis ins Jahr 1984.

### 20. Jahrhundert
Wichtig für die wirtschaftliche Entwicklung war neben dem erhaltenen Stadtrecht auch die Bregtalbahn (seit 1892, stillgelegt 1972) von Donaueschingen nach Furtwangen.
Die Uhrmacherei prägte die handwerkliche und industrielle Geschichte der Stadt. Aufschwung brachte hier 1850 die Gründung der ersten deutschen Uhrmacherschule durch die badische Landesregierung. Erster Schulleiter war der bekannte Ingenieur Robert Gerwig. Aus der Uhrmacherschule entwickelte sich eine Berufsfachschule sowie die Hochschule Furtwangen. Dadurch wurde die Uhrenherstellung in Furtwangen und Umgebung professionalisiert. Zahlreiche Uhrenfabriken wurden gegründet. Die Uhrenfabrikation ging aber nach dem Ersten Weltkrieg kontinuierlich zurück. Überlebt haben nur Firmen, die sich von der Uhren- und Zulieferindustrie weiterentwickelt haben. So entstand eine moderne Industrie der Metallverarbeitung, Feinwerktechnik und Elektronik, deren Firmen Weltruf haben.

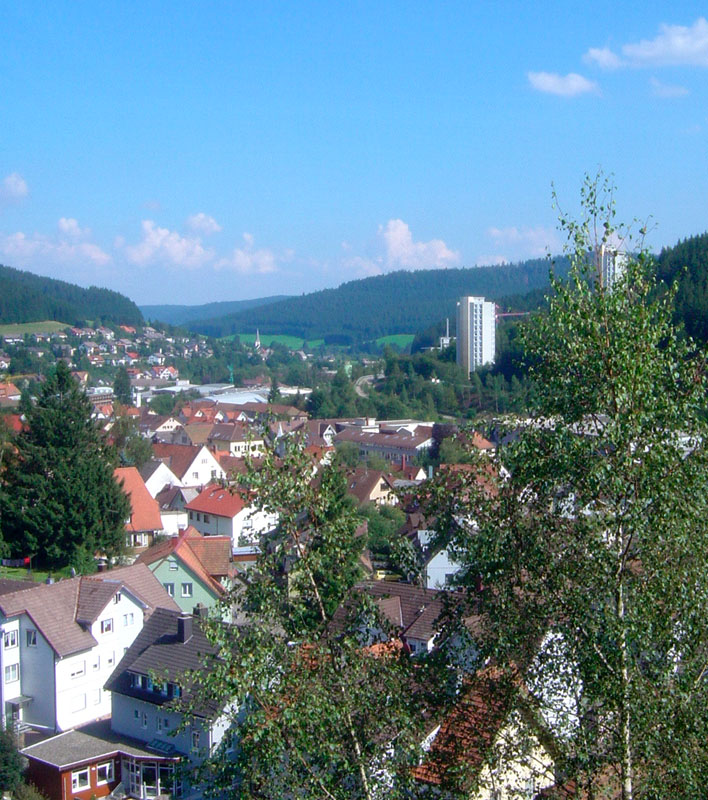
Blick über die Kernstadt

### Eingemeindungen
Im Zuge der Gemeindegebietsreform in Baden-Württemberg wurden am 1. Juli 1971 die bis dahin selbstständigen Gemeinden Neukirch und Schönenbach eingemeindet. Am 1. Oktober 1972 folgte die Eingemeindung von Linach. Rohrbach wurde am 1. Oktober 1973 eingemeindet.

### Einwohnerentwicklung
Die Einwohnerzahl beläuft sich auf etwa 9.100 und hat sich in den letzten zwei Jahrzehnten insgesamt rückläufig entwickelt: Die meisten Einwohner – 11.128 – wurden 1974 verzeichnet.
| Einwohner | 7.404 | 8.592 | 11.128 | 10.623 | 10.055 | 09.622 | 09.249 | 09.091 | 08.960 |

## Politik

### Gemeinderat
Der Gemeinderat besteht aus den gewählten ehrenamtlichen Gemeinderäten und dem Bürgermeister als Vorsitzendem. Der Bürgermeister ist im Gemeinderat stimmberechtigt. Die Kommunalwahl am 9. Juni 2024 führte zu folgendem Endergebnis:
| Partei / Liste            | Stimmenanteil | Sitze | Ergebnis 2019   |
| Freie Wähler              | 28,0 %        | 5     | 27,0 %, 5 Sitze |
| CDU                       | 26,9 %        | 5     | 30,8 %, 5 Sitze |
| Unabhängige Liste         | 19,7 %        | 4     | 21,8 %, 4 Sitze |
| SPD                       | 17,3 %        | 3     | 20,4 %, 4 Sitze |
| Initiative für Furtwangen | 8,1 %         | 1     | –               |

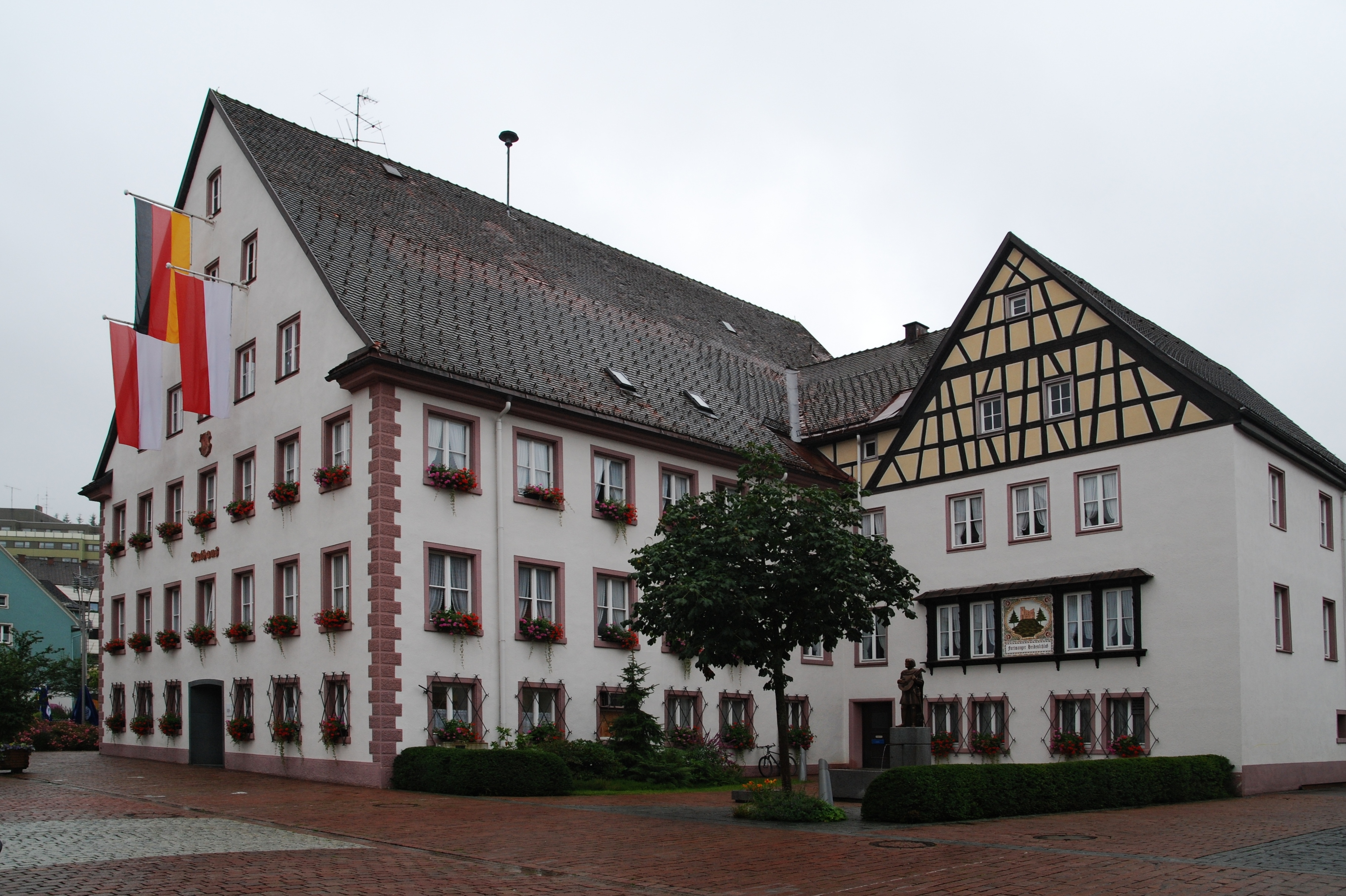
Rathaus Furtwangen

Die Wahlbeteiligung betrug 61,2 % (2019: 59,5 %)

### Bürgermeister
| Amtszeit  | Name          |
| --------- | ------------- |
| 1903–1919 | Alois Herth   |
| 1919–1932 | Albert Wild   |
| 1932–1945 | Jakob Miltner |

| Amtszeit  | Name        |
| --------- | ----------- |
| 1945–1948 | Ludwig Zier |
| 1948–1957 | August Hug  |
| 1957–1977 | Hans Frank  |

| Amtszeit  | Name          |
| --------- | ------------- |
| 1977–1993 | Adolf Herb    |
| 1994–2009 | Richard Krieg |
| Seit 2010 | Josef Herdner |

### Wappen
| Wappen der Stadt Furtwangen im Schwarzwald | Blasonierung: „In Silber (Weiß) auf grünem Berg eine rote Burgruine, begleitet von zwei grünen Tannen.“ |
| Wappen der Stadt Furtwangen im Schwarzwald | Wappenbegründung: Furtwangen war Teil der Herrschaft Triberg, die 1355 an Österreich kam und 1806 an Baden fiel. 1829 erhielt der Ort Marktrecht, 1873 wurde er zur Stadt erhoben. Vor dem Übergang an Baden wurden keine Gemeindesiegel verwendet. Bis 1820 hatte die Vogtei Furtwangen ein reines Schriftsiegel in Gebrauch. 1820 wurde ein neues Siegel geschaffen, das auf einem mit Tannen bewachsenen Berg eine Turmruine zeigt: das Fantasiebild des sagenhaften Heidenschlosses. Dieses Siegelbild wurde 1900 vom Generallandesarchiv zum Wappen gestaltet unter Umzeichnung des Turms zur Burgruine und vager Festlegung der Farben. Veränderungen der Zeichnung und Tingierung des Wappens bei einer Neuzeichnung 1960 wurden durch Gemeinderatsbeschluss vom 28. Februar 1984 beseitigt und dem Wappen im Wesentlichen die Gestalt von 1900 zurückgegeben. |

Wappen der Ortsteile

Linach
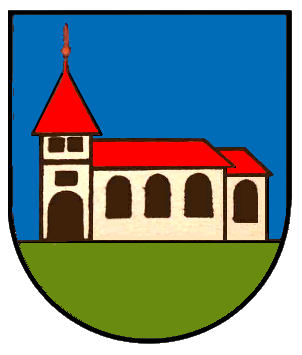
Neukirch
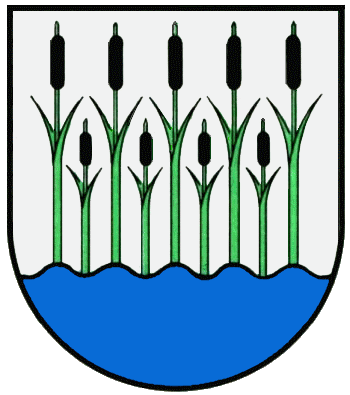
Rohrbach
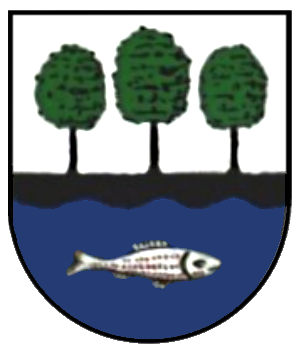
Schönenbach

### Städtepartnerschaften
Mit der ukrainischen Stadt Wylkowe am Donaudelta besteht eine Städtefreundschaft. Auf Verwaltungsebene existiert eine Partnerschaft mit Hirschfelde in Sachsen.

## Öffentliche Einrichtungen

### Bildungseinrichtungen

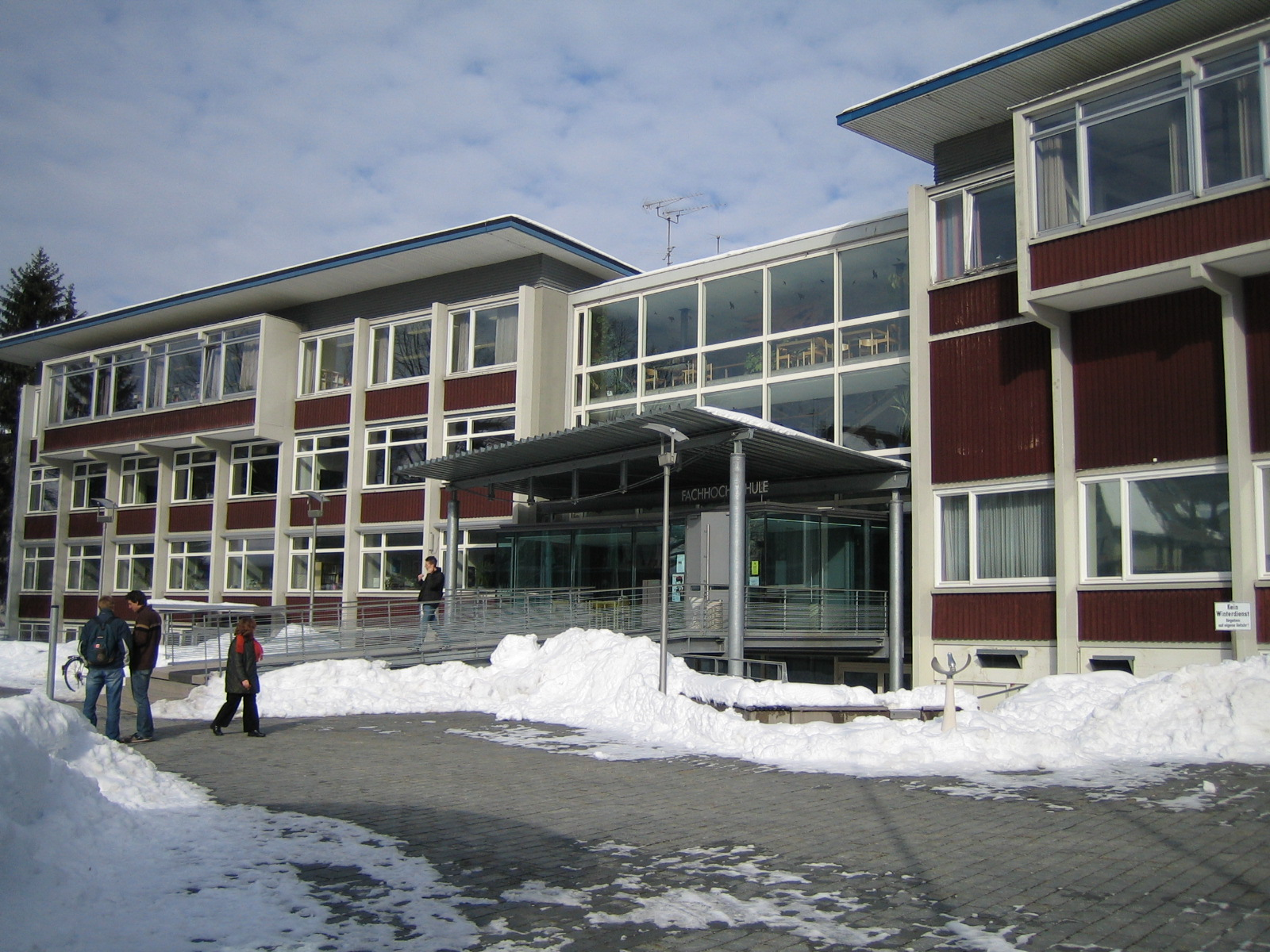
Hauptgebäude der HFU am Campus Furtwangen

- Die Hochschule Furtwangen, eine Hochschule für Informatik, Wirtschaft, Wirtschaftsinformatik, Technik und Medien
- Das Otto-Hahn-Gymnasium mit Realschule hat drei Züge: einen sprachlichen, einen mathematisch-naturwissenschaftlichen und einen Sport-Zug
- Die Robert-Gerwig-Schule als berufliche Schule mit einer Staatlichen Berufsfachschule (dazu gehört auch die von Robert Gerwig gegründete Uhrmacherschule), einer Gewerbeschule, Berufskollegs und einem technischen und einem Wirtschafts-Gymnasium
- Eine Hauptschule (Hauptschule am Ilben mit Werkrealschule)
- Drei Grundschulen (Anne-Frank-Grundschule, Friedrichschule und Grundschule Neukirch)
- Eine Förderschule (Anne-Frank-Förderschule)
- Die Bregtalschule, eine private Sonderschule für geistig und körperlich behinderte Kinder mit Schulkindergarten, Deutschlands höchstgelegenem Waldkindergarten und einer Frühberatungsstelle
- Sieben Kindergärten: Im Stadtgebiet zwei katholische und ein evangelischer Kindergarten sowie der Kindergarten der Bregtalschule, drei katholische Kindergärten in den Ortsteilen
- Eine Volkshochschule
- Die Jugendmusikschule St. Georgen-Furtwangen
- Das Skiinternat Furtwangen (SKIF) des Skiverbandes Schwarzwald. Hier erhalten junge Spitzensportler neben der Ausbildung an einer der Furtwanger Schulen zusätzlich die sportliche Ausbildung. Absolventen sind beispielsweise die Skispringer Martin Schmitt und Sven Hannawald, die Biathletinnen Simone Hauswald und Kathrin Hitzer oder der Behindertensportler Frank Höfle. Das SKIF erhielt zusammen mit der Robert-Gerwig-Schule und dem Otto-Hahn-Gymnasium (die Schulen, welche die Schüler des SKIF betreuen) die Auszeichnung Eliteschule des Sports. Gleichzeitig sind die Schulen auch offiziell Partner des Olympiastützpunkts Freiburg-Schwarzwald.

### Ämter
- Notariat
- Außenstelle der Agentur für Arbeit

## Wirtschaft und Infrastruktur

### Verkehr

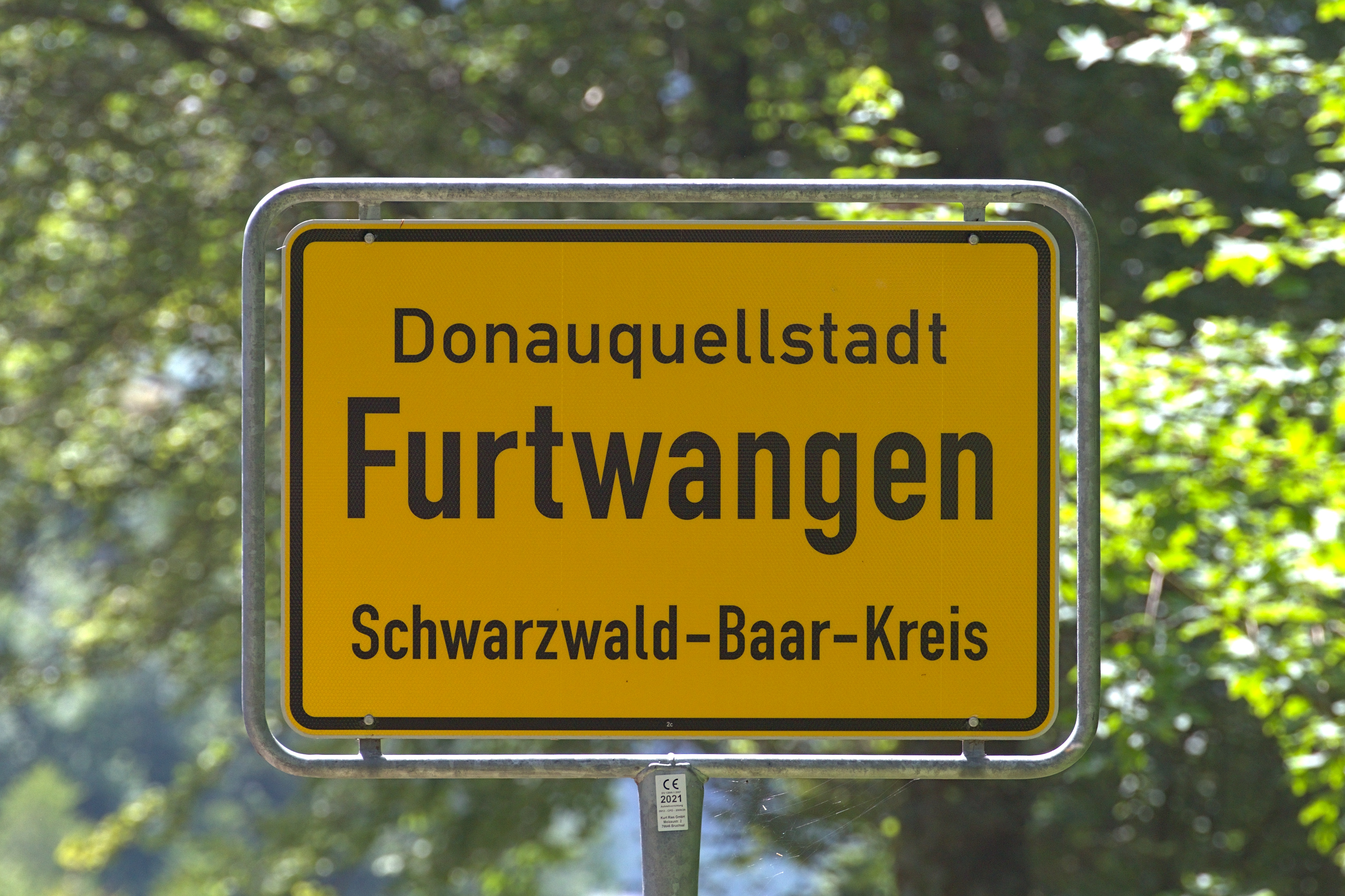
Furtwanger Ortstafel (Vorderseite)

Furtwangen lag an der Bregtalbahn, die die Stadt bis 1972 mit Donaueschingen verband. Die Strecke ist heute stillgelegt und zwischen Furtwangen und Bräunlingen ganz abgebaut, so dass Furtwangen über keinen Bahnanschluss mehr verfügt. Der nächstgelegene Bahnhof ist Triberg an der Schwarzwaldbahn.
Durch Furtwangen führen
- die B 500 (Schwarzwald-Hochstraße) von Norden (Triberg) nach Süden (Titisee-Neustadt)
- die Landesstraße 173 von Westen (Waldkirch–Gütenbach) nach Ost (Vöhrenbach–Villingen)
- Von Furtwangen-Schönenbach aus zweigt die Landesstraße 175 nordwärts von der L 173 Richtung St. Georgen ab.

### ÖPNV
Furtwangen ist über mehrere Buslinien der Südbadenbus im Rahmen des Verkehrsverbundes Schwarzwald-Baar an verschiedene Städte angeschlossen. Im Stadtgebiet Furtwangen (ohne Ortsteile) verkehrt werktags ein ehrenamtlich geführter Bürgerbus zur Anbindung der Wohngebiete.

### Unternehmen
Furtwangen hat eine der niedrigsten Arbeitslosenquoten in Deutschland.
Bekannte Unternehmen sind unter anderem:
- S. Siedle & Söhne (Hauskommunikationssysteme)
- B. Ketterer Söhne (Getriebe)
- E. Dold & Söhne (Sicherheitsschaltungen, Schaltgeräte, Leiterplattenrelais etc.)
- Ganter Norm (Normelemente, wie Rastbolzen, Griffe, Handräder, Schnellspanner etc.)
- Reiner SCT (Kartenlesegeräte z. B. für den neuen Personalausweis)
- Reiner Stempel (Paginierstempel)
- Koepfer Unternehmensgruppe, gegr. 1897, seit 2005 Partner der EMAG
- E. Wehrle GmbH, gegr. 1842 (Wasserzähler)

Der damalige Bundeskanzler Schröder hat 2005 für den ungewöhnlichen Erfolg der Furtwanger Unternehmen den Begriff des „Modell Furtwangen“ geprägt, das von vielen „Hidden Champions“ geprägt sei: „Das ist so, weil das enge Tal im Schwarzwald buchstäblich vollgestopft ist mit dem, was wir „Hidden Champions“ nennen, die in vielen Branchen Weltklasse anbieten, von der Steuerungstechnik bis zur Feinmechanik. Viele dieser Unternehmen sind Ausgründungen von Studenten der Hochschule Furtwangen.“

## Kultur und Sehenswürdigkeiten

### Ferienstraßen
Durch Furtwangen führen die touristische Straße B 500 und die Deutsche Uhrenstraße.

### Museen
- Im Deutschen Uhrenmuseum, der größten Deutschen Uhren-Sammlung, ist die enge Verbundenheit Furtwangens mit der Schwarzwälder Uhrmacherei dokumentiert.
- Das Freilichtmuseum Arche des Geschichts- und Heimatvereins dokumentiert die Entwicklung in Gastronomie und Fremdenverkehr des späten 19. und des 20. Jahrhunderts anhand des ehemaligen Gasthauses „Arche“.
- Das Rechnermuseum an der Hochschule Furtwangen in der Fakultät Wirtschaftsinformatik dokumentiert die Entwicklung von der ersten Rechenmaschine zum modernen Computer und darüber hinaus die Entwicklung mathematischer Geräte und von Büromaschinen.[16]

### Sonstige
- Die Schulen am Ilben (Werkrealschule, Anne-Frank-Grund- und Förderschule) sind ein Werk des bekannten Architekten Günter Behnisch, erbaut 1962–1969
- Martinskapelle (Furtwangen)

## Sport
- FC 07 Furtwangen, Fußballverein
- KSK-Furtwangen 1906 e. V., Kraftsport
- Ski-Club Furtwangen e. V.
- Schachfreunde Furtwangen-Vöhrenbach e. V.
- Sportschützenverein Furtwangen 1956 e. V.

## Religionsgemeinschaften

### Römisch-katholische Kirche
Furtwangen ist überwiegend römisch-katholisch geprägt. Wahrscheinlich wurde Furtwangen vom benachbarten Kloster St. Georgen aus gegründet. In einer päpstlichen Urkunde für das Kloster findet sich im Jahr 1179 die erste Erwähnung der Stadt Furtwangen. Heute hat Furtwangen mit seinen Ortsteilen insgesamt vier Pfarreien, die mit der Pfarrgemeinde Gütenbach und den drei Pfarrgemeinden von Vöhrenbach zur „Seelsorgeeinheit Bregtal“ zusammengefasst und von einem Seelsorgeteam (Pfarrer, Kooperator, Gemeindereferentinnen) betreut werden:
- St. Cyriak (Stadtgebiet Furtwangen),[17] seit 1911 wieder im Besitz der katholischen Kirchengemeinde, 1912 mit einem Hochaltar der Gebrüder Moroder ausgestattet.[18]
- St. Nikolaus (Stadtteil Schönenbach mit Filiale St. Wendelin Linach)
- St. Johann (Stadtteil Rohrbach)
- St. Andreas (Stadtteil Neukirch)
- Piuskapelle im Katzensteigtal

Bis zum 15. August 2010 gab es in Furtwangen eine Niederlassung der Salesianer Don Boscos, die ein Jugendwohnheim (vor allem für Schüler und Auszubildende) mit Jugendgästehaus betrieben und sich in der Schulpastoral und durch Aushilfen in den umliegenden Pfarrgemeinden engagierten. In das Jugendwohnheim war auch das Skiinternat Furtwangen integriert.

### Evangelische Kirche
Die evangelische Kirchengemeinde Furtwangen entstand Ende des 19. Jahrhunderts, nachdem vor allem durch die Uhrmacherschule die Zahl der Evangelischen in der Stadt auf fast 100 gestiegen war. 1901 wurde die evangelische Kirche erbaut. Der evangelische Pfarrer betreute gleichzeitig die Gemeinden in Vöhrenbach und Gütenbach. 2013 fusionierten die drei Gemeinden zur „Evangelischen Kirchengemeinde Furtwangen-Gütenbach-Vöhrenbach“.

### Altkatholische Kirche
Furtwangen war mit Gütenbach und Neukirch ein wichtiger Ort für die Gründung der alt-katholischen Kirche in den 70er Jahren des 19. Jahrhunderts. Bis Anfang des 20. Jahrhunderts gab es hier starke Konflikte mit der römisch-katholischen Kirche. Heute reicht das Gebiet der alt-katholischen Pfarrei von Furtwangen bis Villingen-Schwenningen und in den Kreis Rottweil hinein. Außerdem wird die eigenständige Kirchengemeinde Gütenbach mit versorgt. Ihre Pfarrkirche hat den Namen Christi Auferstehung.

### Freie evangelische Gemeinde
Vor einigen Jahren hat sich hier eine kleine freie evangelische Gemeinde gegründet.

### Freie Christengemeinde
Eine Gemeinde vom Bund Freikirchlicher Pfingstgemeinden mit vollzeitlich angestelltem Pastor und eigenem Gemeindehaus in der Baumannstraße 19.

### Neuapostolische Kirche
Die im Jahre 1905 gegründete neuapostolische Kirchengemeinde ist relativ stark vertreten und hat in Furtwangen ein eigenes Gotteshaus im Geschwister-Scholl-Weg 5.

### Islamische Gemeinde
Die islamische Gemeinde besitzt in Furtwangen eine eigene, inzwischen bereits erweiterte Moschee.

## Furtwangen in den Medien
Ein Bauernhof in Furtwangen-Neukirch ist seit 1994 Drehort für die Außenaufnahmen der Fernsehserie Die Fallers des Südwestrundfunks, weitere Szenen werden regelmäßig in Furtwangen und Umgebung gedreht.
Das Skiinternat Furtwangen und das Deutsche Uhrenmuseum wurden als zwei von 365 Orten ausgewählt, die Deutschland bei der Aktion Land der Ideen vertreten sollen. Die Aktion im Skiinternat fand am 13. April 2006 statt, die im Uhrenmuseum folgte am 1. November 2006.
Ein Ludwigsburger Film- und Fernsehproduktionsunternehmen wollte 2007 auf Grundlage der urbanen Legende, dass Furtwangen der Ort mit der höchsten Selbstmordrate in Deutschland sei, eine „schwarze Komödie“ produzieren. Der damalige Bürgermeister Richard Krieg drohte mit einer einstweiligen Verfügung, worauf das Unternehmen verlauten ließ, dass weder in Furtwangen gedreht werde noch der Name der Stadt in der Produktion vorkomme.

## Persönlichkeiten

### Söhne und Töchter der Stadt
- Werner Bäuerle (* 1958), Architekt
- Martina Braun (* 1960), Politikerin (Bündnis 90/Die Grünen), Landtagsabgeordnete
- Guido Dold (1963–2007), Marathon- und Bergläufer
- Josef Duffner (1868–1935), Gutsbesitzer, Landtagspräsident und Mitglied des Deutschen Reichstags
- Hugo Eberhardt (1874–1959), Architekt
- Wolfgang Eckert (* 1964), Bildhauer
- Manuel Faißt (* 1993), Nordischer Kombinierer
- Matthias Faller (1707–1791), Barockbildhauer, stammt aus dem heutigen Ortsteil Neukirch und arbeitete die ersten Jahre auch dort
- Susanne Fritz (* 1964), Schriftstellerin und Regisseurin
- Gordian Hettich (1825–1900), Uhrenfabrikant und Unternehmer
- Richard Hugle (1890–1960), Landesplaner
- Christine Kaltenbach (* 1982), Fußballspielerin
- Johann Baptist Kirner (1806–1866), Maler
- Joseph Kirner (1769–1830), Gründer der Stadt Kernersville in North Carolina
- Lukas Kirner (1794–1851), Maler
- Sigrid Klausmann (* 1955), Regisseurin und Drehbuchautorin
- Urban Klausmann (* 1952), Fußballspieler
- Dominik Koepfer (* 1994), Tennisspieler
- Adolf Kreuzer (1843–1915), Glasmaler und Restaurator
- Walter Kuß (* 1965), Skilangläufer
- Theopil Lamy (1871–1938), katholischer Priester und Autor
- Udo Mark (* 1963), Motorradrennfahrer
- Franz Xaver Pfrengle (* 1956), Brigadegeneral der Bundeswehr
- Lucia Reiss (1913–1989), Zisterzienserin, Äbtissin von Lichtenthal
- Julius Schätzle (1905–1988), Politiker der KPD und der DKP
- Horst Siedle (1938–2019), Unternehmer, Politiker und Ehrenbürger
- Martin Steinseifer (* 1974), Fachdidaktiker
- Bernhard Uttenweiler (1936–2023), Heimatforscher
- Siegfried Weiß (1933–2013), Skilangläufer
- Arnold Zähringer (1869–1942), Techniker, Erfinder des Magnetzünders für schnell laufende Motoren
- Josef Zähringer (1929–1970), Physiker
- Sebastian Zier (* 1977), Koch, mit zwei Sternen im Guide Michelin ausgezeichnet

Des Weiteren stammt die weitverzweigte Familie Furtwängler ursprünglich aus Furtwangen.

### Persönlichkeiten mit Bezug zur Stadt
- Peter Bielenberg (1911–2001), Widerstandskämpfer gegen den Nationalsozialismus, hielt sich 1945 als Fahnenflüchtiger in Rohrbach versteckt. Christabel Bielenberg hat dem zweiten Band ihrer Autobiographie und der Biografie von Peter Bielenberg die folgende Widmung vorangestellt[21]:

„Wenn ich mir diese Zeit vergegenwärtige, erkenne ich, daß weder er noch vermutlich wir anderen mit dem Leben davongekommen wären ohne die Integrität der Menschen von Rohrbach, denen das vorliegende Buch gewidmet ist.“

- Hans Frank (Politiker, 1919) (1919–2001), Bürgermeister von 1957 bis 1977 (SPD)

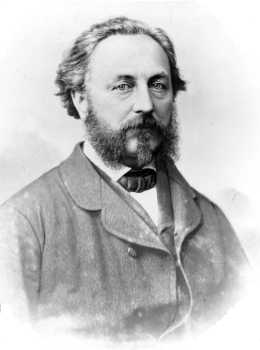
Robert Gerwig

- Robert Gerwig (1820–1885), Ingenieur, von 1850 bis 1857 Leiter der Uhrmacherschule
- Heinrich Hansjakob (1837–1916), Pfarrer und Heimatschriftsteller. Er pflegte enge Beziehungen zum Heimatort seiner Mutter, dem Furtwanger Ortsteil Rohrbach
- Alexander Herr (* 1978), Skispringer
- Georg Hettich (* 1978), Nordischer Kombinierer
- Helmuth Kainer (1924–2018), Gründungsrektor der Fachhochschule Furtwangen
- Konstantin Merz (1856–1915), Reichstagsabgeordneter, Arzt und Ehrenbürger von Furtwangen
- Martin Schmitt (* 1978), ehemaliger Skispringer, startete für den Skiclub Furtwangen
- Thorsten Schmitt (* 1975), Nordischer Kombinierer, startete für den Skiclub Furtwangen
- Konrad Maria Uttenweiler (1934–2018), Träger der Bürgermedaille der Stadt Furtwangen
- Sabrina Weckerlin (* 1986), Sängerin und Musical-Darstellerin, wuchs in Furtwangen auf
- Nadine Weinauge (* 1993), Deutsche Meisterin im Ringen
- Wolfgang Steiert (1963–2024), ehemaliger Skispringer und Bundestrainer der Skisprung-Nationalmannschaft. Langjähriger Trainer am Skiinternat Furtwangen.